# Ambassade d'Éthiopie en Guinée
L'ambassade d’Éthiopie en Guinée est la principale représentation diplomatique de l’Éthiopie en Guinée

## Liste des ambassadeurs
| N° | Nom et prénoms            | Début | Fin      |
| -- | ------------------------- | ----- | -------- |
| 01 | Melaku Legesse Gebrehivot | 2024  | En cours |